# Camille Maurane
Camille Maurane, nombre artístico de Camille Moreau (Rouen, 29 de noviembre de 1911-Eaubonne, 21 de enero de 2010), fue un barítono francés del tipo conocido como baryton-Martin en memoria de Jean-Blaise Martin (1768-1837).

## Biografía
Su padre era maestro de músico, iniciándose en coros en la Maîtrise Saint-Evode de Rouen. La súbita muerte de su madre provocó un lapso en el canto de doce años. 
Estudió en el Conservatorio de París con Claire Croiza de 1936 a 1939, debutando en la Opéra-Comique de París en 1940, donde luego creó roles en Nèle Dooryn, Ginevra, Le Oui des Jeunes Filles y Un Soldat (Dolorès). 
Cantó también en El barbero de Sevilla, Carmen, Lakmé, Louise, Madame Bovary, Madame Butterfly, Werther y Pelléas et Mélisande.
Voz de barítono lírico con color de tenor fue famoso como Pelléas, que grabó en tres oportunidades. Uno de los máximos exponentes de la melodía francesa, del repertorio barroco y especialmente del Requiem de Fauré.
Enseñó en el conservatorio parisino hasta 1981.